# التصنيفات الدولية لسريلانكا
فيما يلي التصنيفات الدولية لسريلانكا .

## الجغرافيا
| المؤشر    | المعطيات    | التاريخ | الترتيب | من بين (عدد الدول) | المرجع                     |
| --------- | ----------- | ------- | ------- | ------------------ | -------------------------- |
| المساحة   | 65,610 كم 2 |         | 120     | 195                |                            |
| خط الساحل | 1,340 كم    |         | 66      | 198                | وكالة الاستخبارات المركزية |

## التركيبة السكانية
| المؤشر                                        | القيمة                        | التاريخ   | الترتيب | من أصل | المرجع                                                     |
| --------------------------------------------- | ----------------------------- | --------- | ------- | ------ | ---------------------------------------------------------- |
| قائمة البلدان والتبعيات حسب عدد السكان        | 21,919,000                    | 2020      | 57      | 195    | إدارة التعداد والإحصاء                                     |
| قائمة البلدان والتبعيات حسب الكثافة السكانية  | 334.08 (لكل كيلومتر مربع)     | 2020      | 24      | 194    | إدارة التعداد والإحصاء                                     |
| قائمة الدول حسب معدل المواليد                 | 16 (لكل 1000 نسمة)            | 2019      |         |        | البنك الدولي                                               |
| قائمة الدول حسب معدل الوفيات                  | 7 (لكل 1000 نسمة)             | 2019      |         |        | البنك الدولي                                               |
| قائمة الدول والأقاليم حسب معدل الخصوبة        | 2.20 (عدد الولادات لكل امرأة) | 2019      | 100     | 200    | البنك الدولي                                               |
| قائمة الدول حسب متوسط العمر المتوقع           | 76.9 (سنوات عند الولادة)      | 2019      | 54      | 183    | منظمة الصحة العالمية                                       |
| قائمة الدول حسب معدل النمو السكاني            | 0.6%                          | 2019      |         |        | البنك الدولي                                               |
| معدلات وفيات الأطفال حسب البلد                | 6 (لكل 1000 ولادة حية)        | 2019      | 55      | 193    | البنك الدولي                                               |
| قائمة الدول حسب نسب الإلمام بالقراءة والكتابة | 92.5%                         | 2018      | 90      | 171    | البنك المركزي في سريلانكا                                  |
| معدل الهجرة الصافية                           | -4.6 (لكل 1000 نسمة)          | 2015-2020 |         |        | الأمم المتحدة، إدارة الشؤون الاقتصادية والاجتماعية، السكان |

## المؤشرات الاقتصادية
| المؤشر                                                         | القيمة                     | التاريخ | الترتيب | من أصل (الدول) | المرجع                           |
| -------------------------------------------------------------- | -------------------------- | ------- | ------- | -------------- | -------------------------------- |
| قائمة الدول حسب الناتج المحلي الإجمالي                         | 84.532 بليون دولار أمريكي  | 2021    | 64      | 192            | صندوق النقد الدولي               |
| قائمة الدول حسب الناتج المحلي الإجمالي (الاسمي) للفرد          | 3,830 دولار أمريكي         | 2021    | 113     | 188            | صندوق النقد الدولي               |
| قائمة الدول حسب الناتج المحلي الإجمالي (تعادل القوة الشرائية)  | 306.997 بليون دولار أمريكي | 2021    | 56      | 195            | صندوق النقد الدولي               |
| قائمة الدول حسب الناتج المحلي الإجمالي (القدرة الشرائية) للفرد | 13,909 دولار أمريكي        | 2019    | 88      | 188            | صندوق النقد الدولي               |
| قائمة الدول حسب نمو الناتج المحلي الإجمالي                     | 4%                         | 2021    |         |                | صندوق النقد الدولي               |
| مؤشر سهولة ممارسة الأعمال                                      | متوسط                      | 2020    | 99      | 190            | البنك الدولي                     |
| تقرير التنافسية العالمي                                        | 57.1                       | 2019    | 64      | 141            | المنتدى الاقتصادي العالمي        |
| مؤشر الابتكار العالمي                                          |                            | 2024    | 89      | 133            | المنظمة العالمية للملكية الفكرية |
| قائمة الدول حسب مستوى الدخل                                    | 39.3                       | 2016    |         |                | البنك الدولي                     |

## وسائل الإعلام
| المؤشر                                           | المعطيات   | التاريخ | الترتيب | من (عدد الدول) | المرجع                           |
| ------------------------------------------------ | ---------- | ------- | ------- | -------------- | -------------------------------- |
| خطوط الهاتف                                      | 3,431,111  | 2024    | 45      | 224            | هيئة تنظيم الاتصالات في سريلانكا |
| أرقام الهواتف المحمولة                           | 28,884,470 | 2024    | 33      | 76             | هيئة تنظيم الاتصالات في سريلانكا |
| اشتراكات الإنترنت ذات النطاق العريض الثابت       | 2,525,650  | 2024    | 65      | 166            | هيئة تنظيم الاتصالات في سريلانكا |
| اشتراكات الإنترنت عريض النطاق عبر الهاتف المحمول | 20,432,582 | 2024    | 46      | 172            | هيئة تنظيم الاتصالات في سريلانكا |
| مؤشر تطور الحكومة الإلكترونية                    | 0.6667     | 2024    | 98      | 193            | الأمم المتحدة                    |
| مؤشر تنمية تكنولوجيا المعلومات والاتصالات        | 71.3       | 2024    | 93      | 173            | الاتحاد الدولي للاتصالات         |

## المؤشرات السياسية
| المؤشر                            | القيمة               | التاريخ | الترتيب | من بين | المرجع                    |
| --------------------------------- | -------------------- | ------- | ------- | ------ | ------------------------- |
| مؤشر الديمقراطية                  | ديمقراطية لاليبرالية | 2020    | 68      | 167    | ذي إيكونوميست             |
| مؤشر مدركات الفساد                | 38                   | 2023    | 115     | 192    | الشفافية الدولية          |
| مؤشر حرية الصحافة                 | 42.20                | 2021    | 127     | 180    | مراسلون بلا حدود          |
| مؤشر السلام العالمي               | 2.003                | 2023    | 107     | 163    | معهد الاقتصاد والسلام     |
| قائمة الدول حسب مؤشر الدول الهشة  | 81.8                 | 2020    | 52      | 178    | صندوق السلام              |
| مؤشر سيادة القانون                | 0.52                 | 2020    | 66      | 128    | مشروع العدالة العالمية    |
| تقرير الفجوة العالمية بين الجنسين | 0.670                | 2021    | 116     | 156    | المنتدى الاقتصادي العالمي |
| الحرية في العالم                  | حرية جزئية           | 2021    | 56      | 100    | فريدم هاوس                |